# Ten Years Of Harmony (1970–1980)
Ten Years Of Harmony, är en samlingsskiva, ursprungligen utgivet som en dubbel-LP i december 1981 och sedermera återugiven som en dubbel-CD av The Beach Boys.
Singeln "Come Go With Me" (ursprungligen utgivet på M.I.U. Album (1978)) gavs ut i samband med detta album.
Nästan allt material har varit utgivet tidigare på gruppens album från 1970-talet. Låten "It's A Beautiful Day" förekom i filmen Americathon (1979).
Låten "San Miguel" är tidigare outgiven och den är skriven av Dennis Wilson och Greg Jakobson.
Även "Sea Cruise" är tidigare outgiven av gruppen. Låten spelades ursprungligen in a Frankie Ford på 1950-talet. Andra som spelat in låten är till exempel John Fogerty, Don McLean och Glenn Frey.
"River Song" kommer från Dennis Wilsons soloalbum Pacific Ocean Blue (1977)
Albumet nådde Billboard-listans 156:e plats.

## Låtlista
Singelplacering i Billboard inom parentes. 
1. Add Some Music To Your Day
2. Roller Skating Child
3. Disney Girls (1957)
4. It's A Beautiful Day (Al Jardine/Mike Love)
5. California Saga/California
6. Wontcha Come Out Tonight
7. Marcella
8. Rock And Roll Music
9. Goin' On
10. It's OK
11. Cool, Cool Water
12. San Miguel (Dennis Wilson/Greg Jakobson)
13. School Day (Ring! Ring! Goes the Bell)
14. Good Timin'
15. Sail On Sailor
16. Darlin' (live)
17. Lady Lynda
18. Sea Cruise (Huey P. Smith)
19. The Trader
20. This Whole World
21. Don't Go Near The Water
22. Surf's Up
23. Come Go With Me (#18)
24. Deidre
25. She's Got Rhythm
26. River Song
27. Long Promised Road
28. Feel Flows
29. 'Til I Die